# Kerk van Kiel-Windeweer

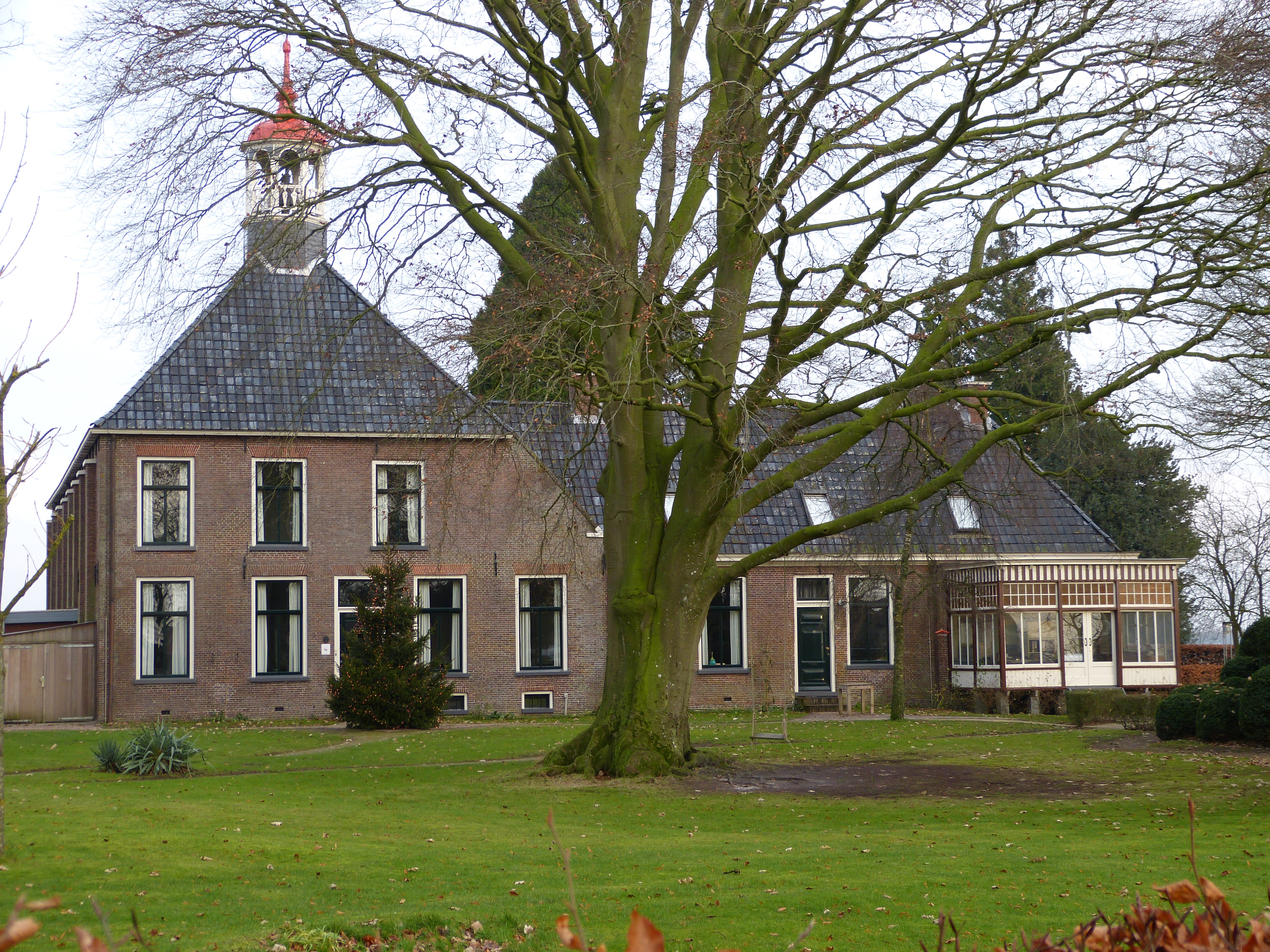
Kerk en pastorie van Kiel-Windeweer, nu restaurant

De kerk van Kiel-Windeweer is gebouwd als hervormde kerk in de achttiende eeuw. Het oudste deel dateert uit 1755. Acht jaar later werd de kerk aanzienlijk uitgebreid.
Kiel-Windeweer is een van de oudere Groninger Veenkoloniën. Het ontstond halverwege de zeventiende eeuw als nederzetting langs het Kieldiep, dat was aangelegd in het kader van de turfwinning. Halverwege de achttiende eeuw had de plaats voldoende omvang om de vestiging van een eigen kerkelijke gemeente mogelijk te maken voor De Kiel, Windeweer en Lula. Eerder waren de dorpelingen aangewezen op de kerk in Hoogezand. Het stadsbestuur van Groningen liet, zoals op meerdere plaatsen in zijn veenkoloniën, deze kerk bouwen. Sindsdien sprak men van de kerkelijke gemeente Windeweer en Lula.
Het gebouw is een zaalkerk met driezijdige sluiting. De zijmuren, waarin smalle rondboogvensters, worden geschraagd door steunberen. In het voorste gedeelte bevindt zich de pastorie met daarboven een achtkantige dakruiter, waarop een windvaan staat met het wapen van de stad Groningen. De klok heeft een diameter van 55.5 cm.; de naam van de 14e-eeuwse klokkengieterij is onbekend. Haaks op de kerk staat een dienstvleugel met zadeldak.
Voor zover bekend heeft er nooit een kerkorgel geklonken, maar sinds het begin van de 19e eeuw staat op het oksaal in de kerkzaal een loze orgelkas van onbekende herkomst, in Zuid-Nederlandse stijl.
De stad Groningen heeft in 1870 het kerkgebouw met pastorie overgedragen aan de hervormde gemeente van Windeweer en Lula. Deze gemeente ging in 1981 weer samen met Hoogezand.Het gebouw is sinds 1986 eigendom van de Stichting Oude Groninger Kerken die het liet restaureren in het jaar 2000, daarna wordt het, samen met de pastorie, gebruikt als restaurant. De tuin is aangelegd als Engelse tuin. 
Kerk en pastorie zijn sinds 2001 bekend als De Amshoff. De naam is een verwijzing naar Hendrik Amshoff die bij de bouw van de kerk namens de stad toezicht op de bouw hield.
Kiel-Windeweer had van 1858 tot 1994 ook een gereformeerde kerk. Deze is door brand verwoest, maar was toen al buiten gebruik gesteld.

## Fotogalerij (1969-1970)

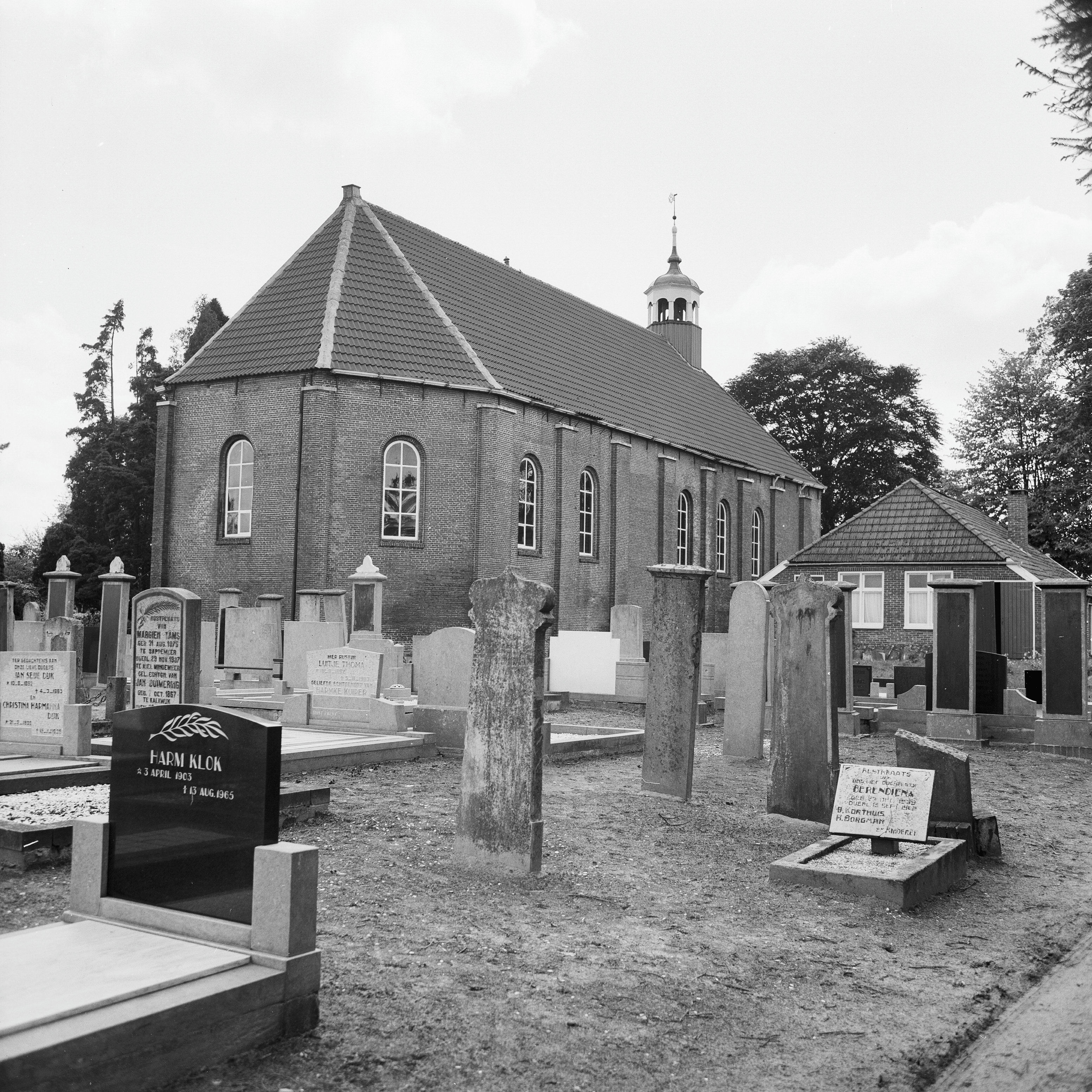
Noord-oostzijde met kerkhof
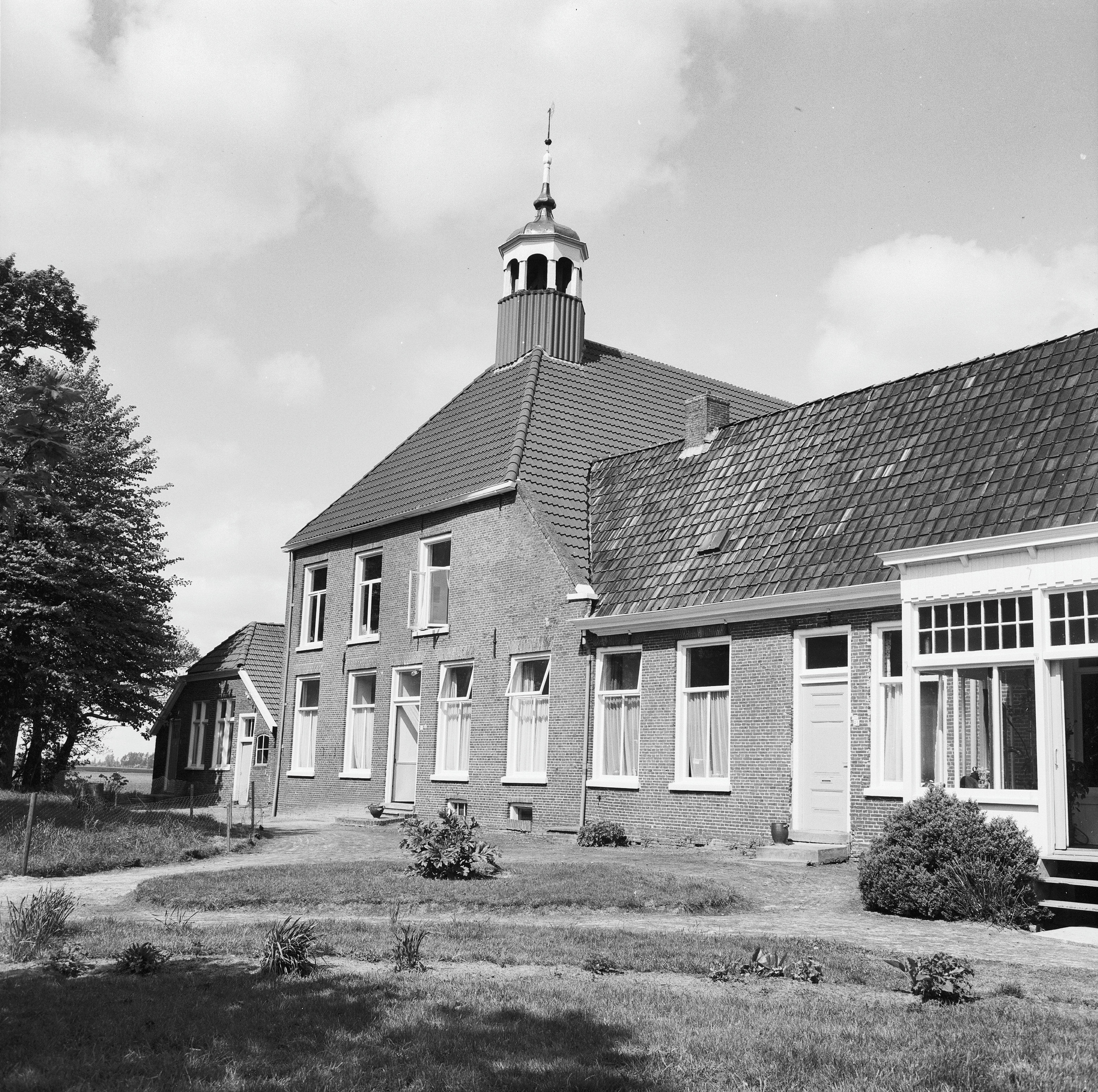
Westzijde
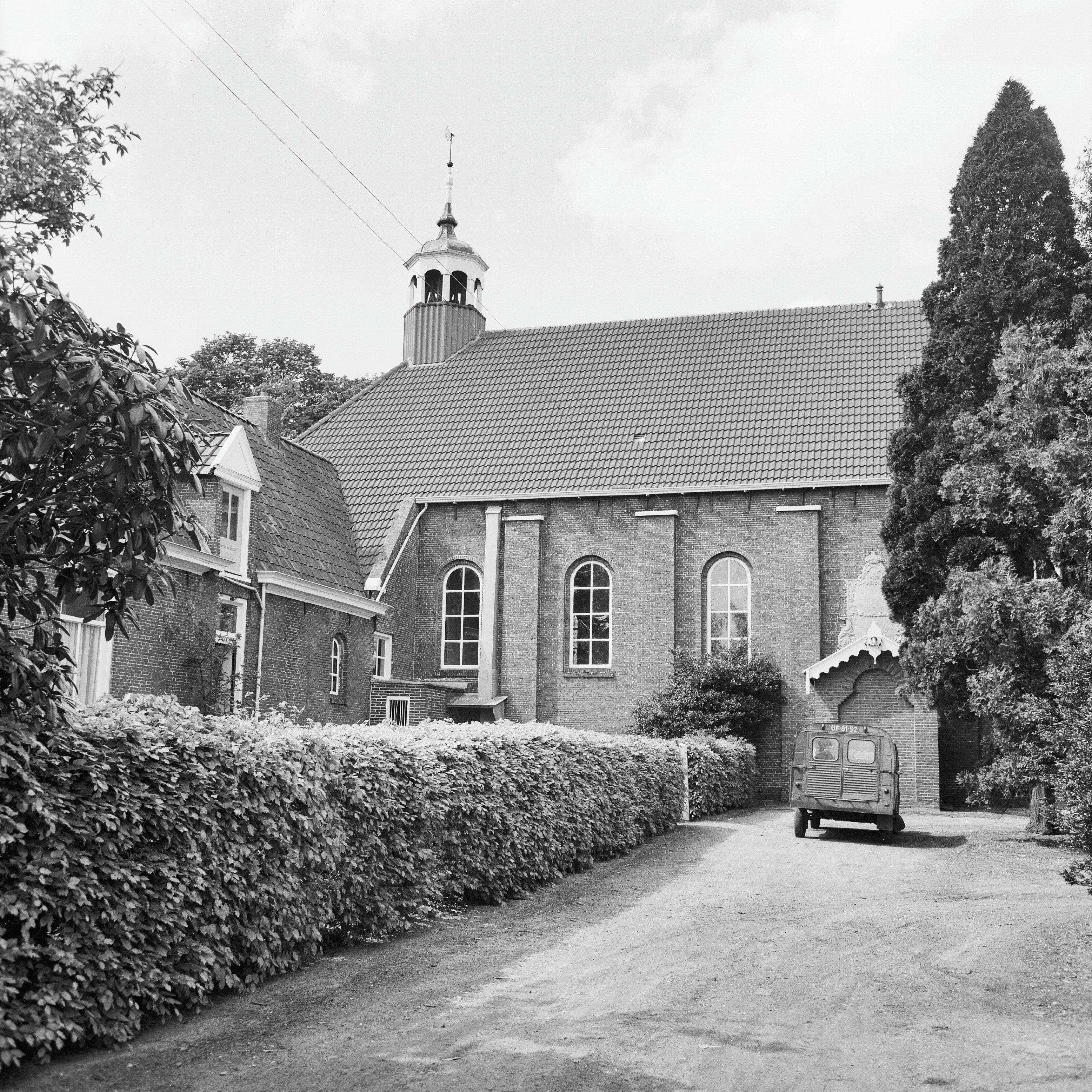
Zuidzijde
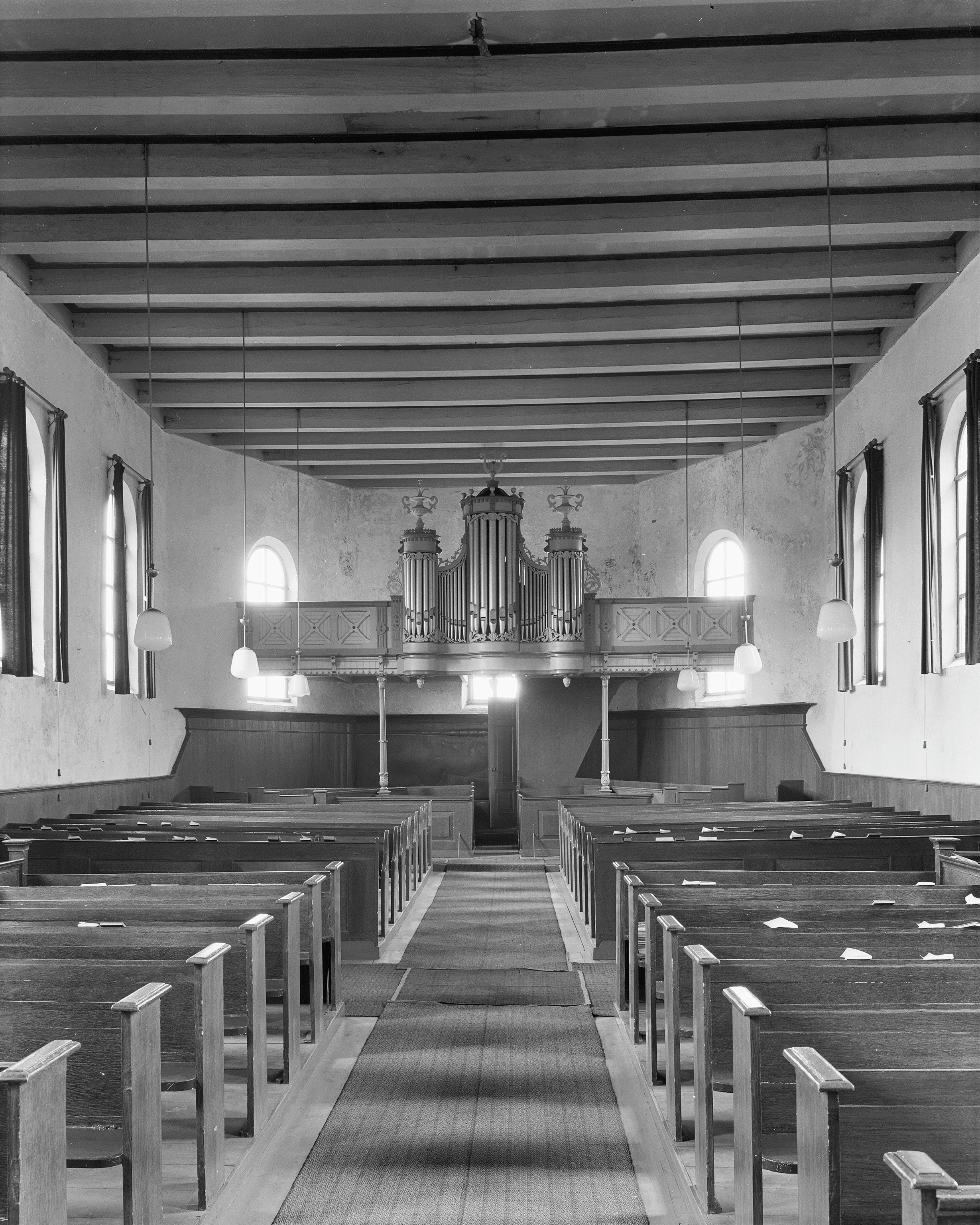
Interieur naar het oosten met vroeg-19e-eeuwse orgelkast